# مقاطعة فين
مقاطعة فين هي إحدى مقاطعات الدانمارك السابقة.